# Järvensivu
Järvensivu est un quartier de Tampere en Finlande .

## Description
Le quartier est situé sur la rive septentrionale du lac Iidesjärvi.
Il est bordé par Kalevanrinne au nord, Vuohenoja à l'est, le lac Iidesjärvi au sud et Kalevanharju à l'ouest.
La Voie ferrée Tampere–Haapamäki traverse Järvensivu.

## Galerie

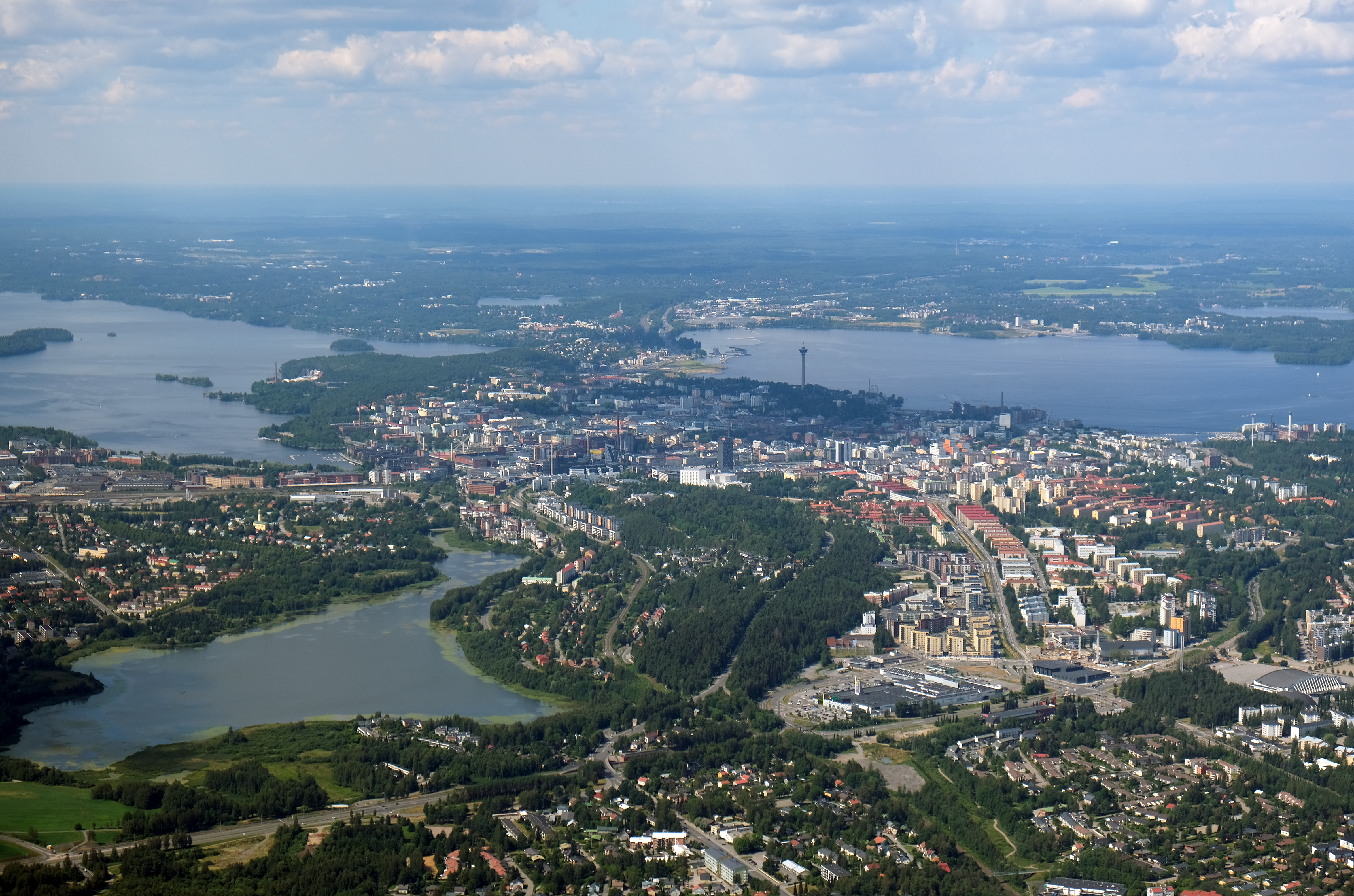
Järvensivu est situé au milieu de l'image entre l'Iidesjärvi et   Kalevanharju.
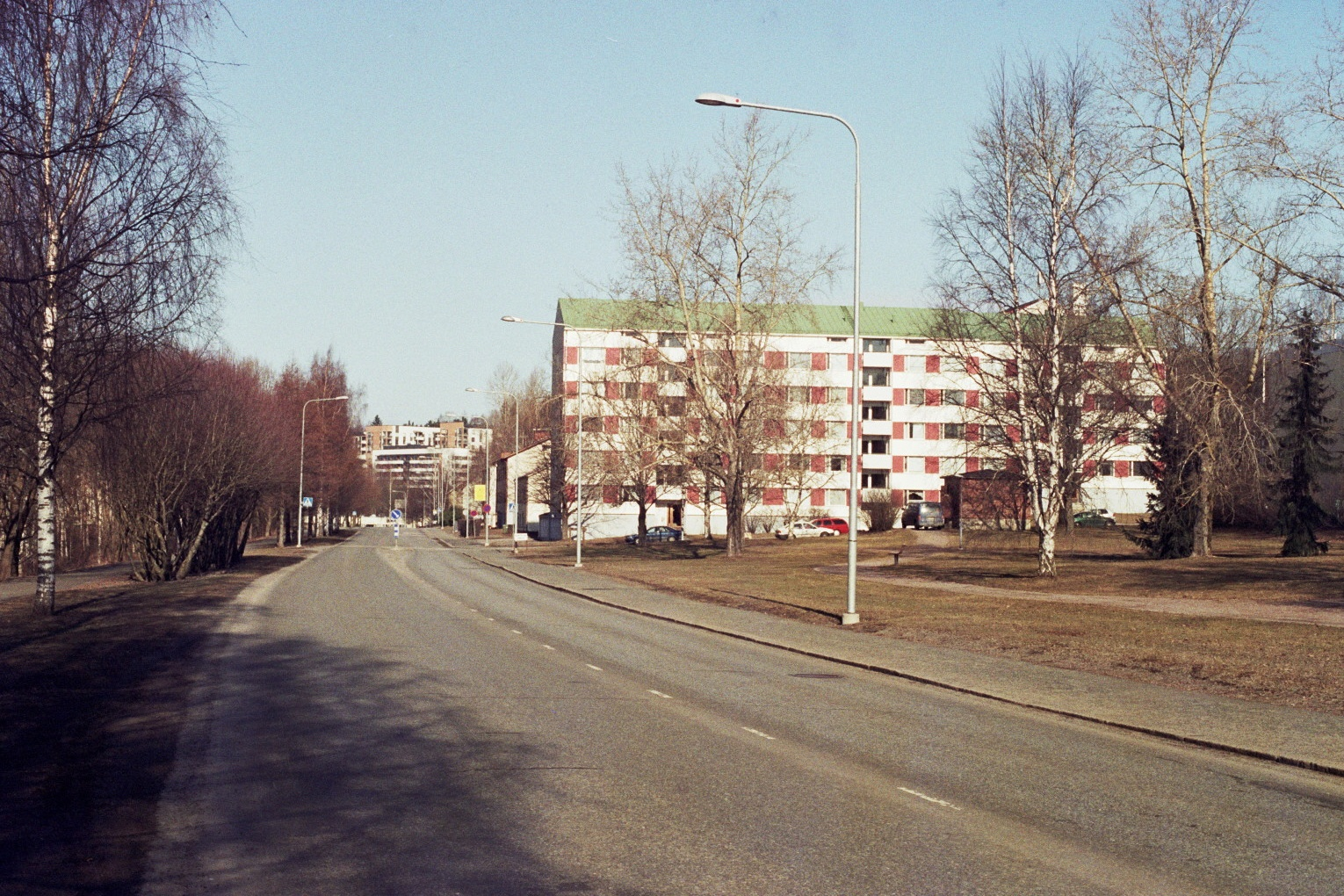
La rue Iidesranta.
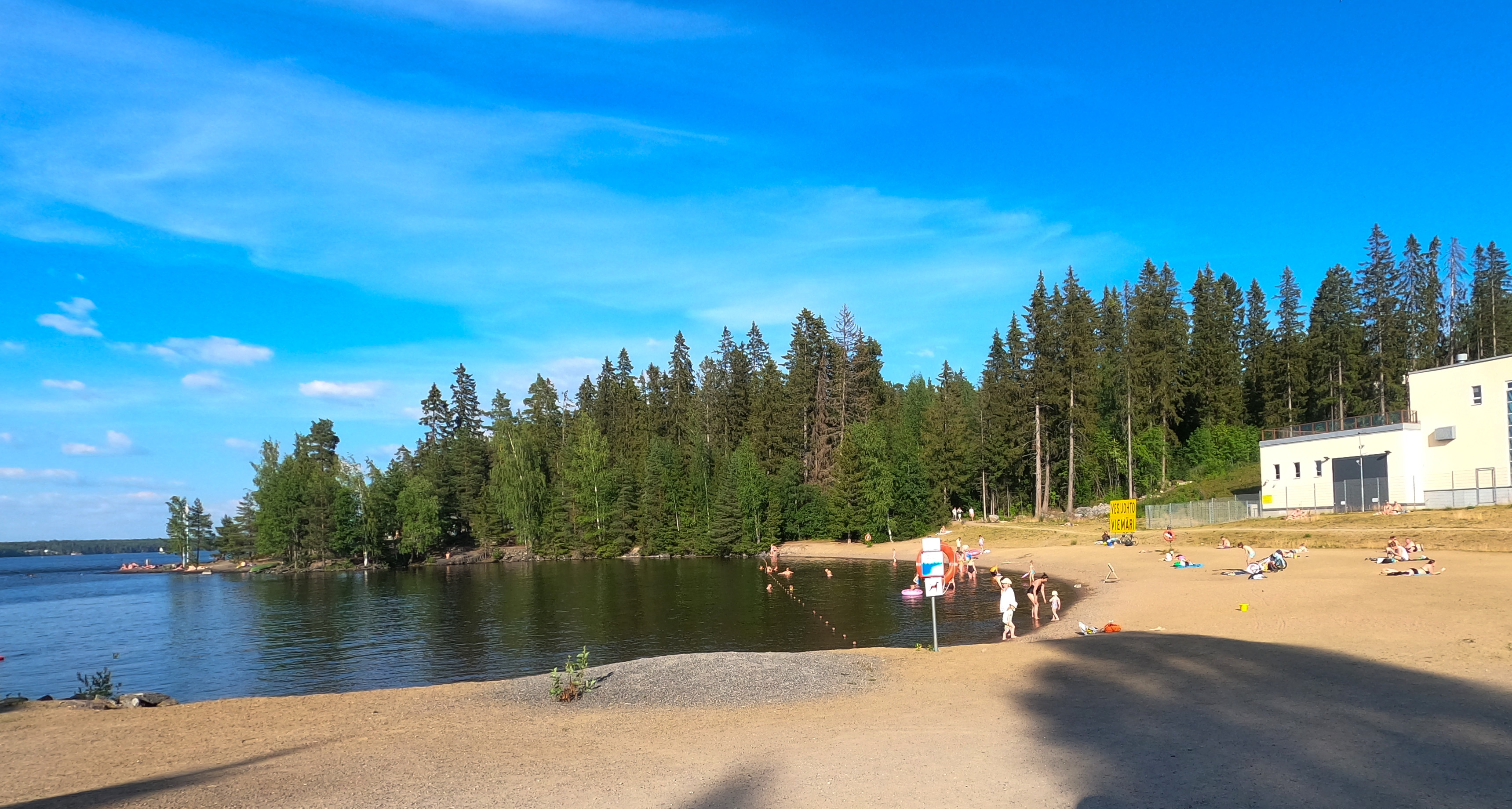
Plage de Kaupinoja.